# Großer Teich (Eilenriede)

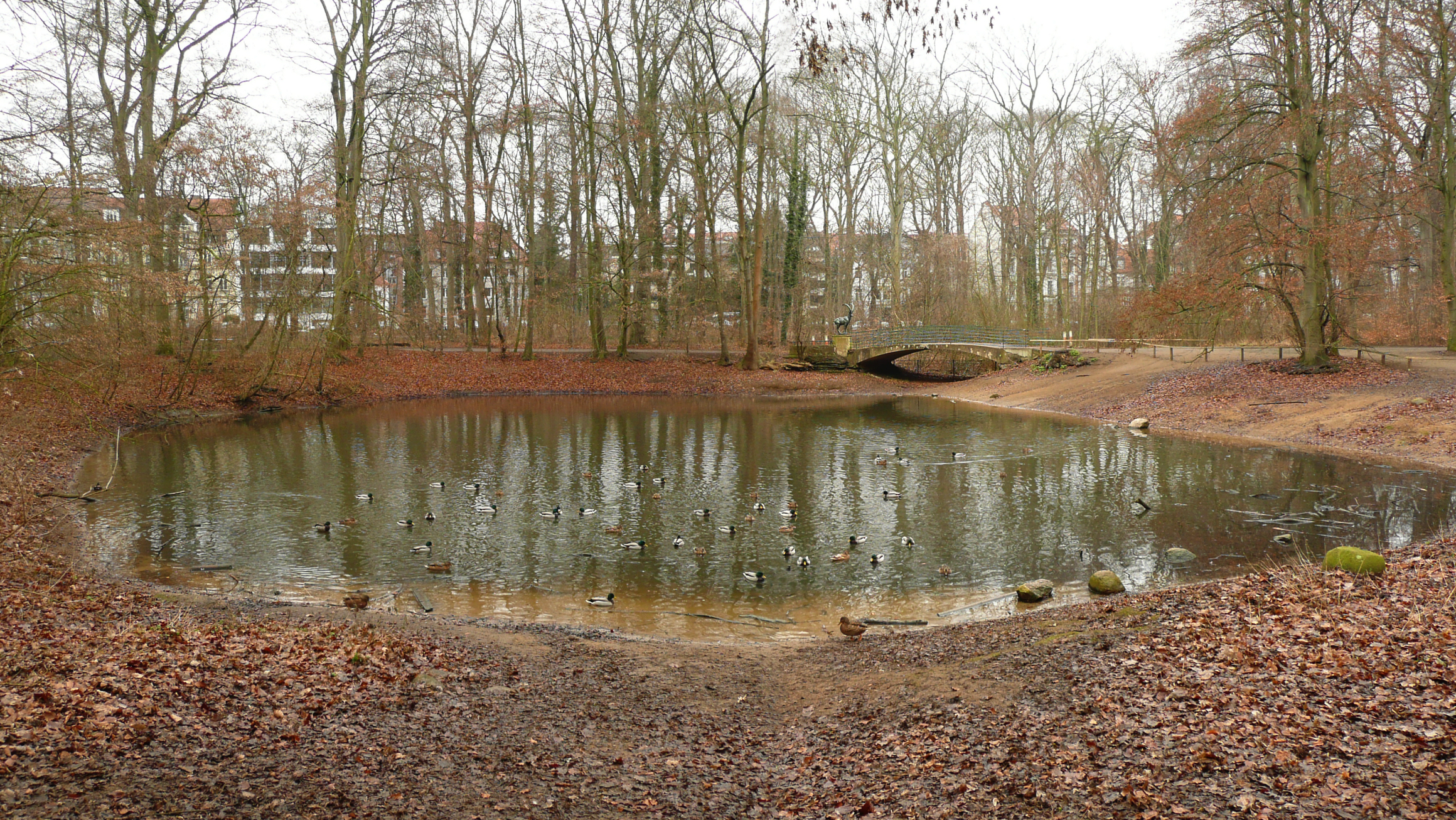
Großer Teich bei niedrigem Wasserstand, 2020

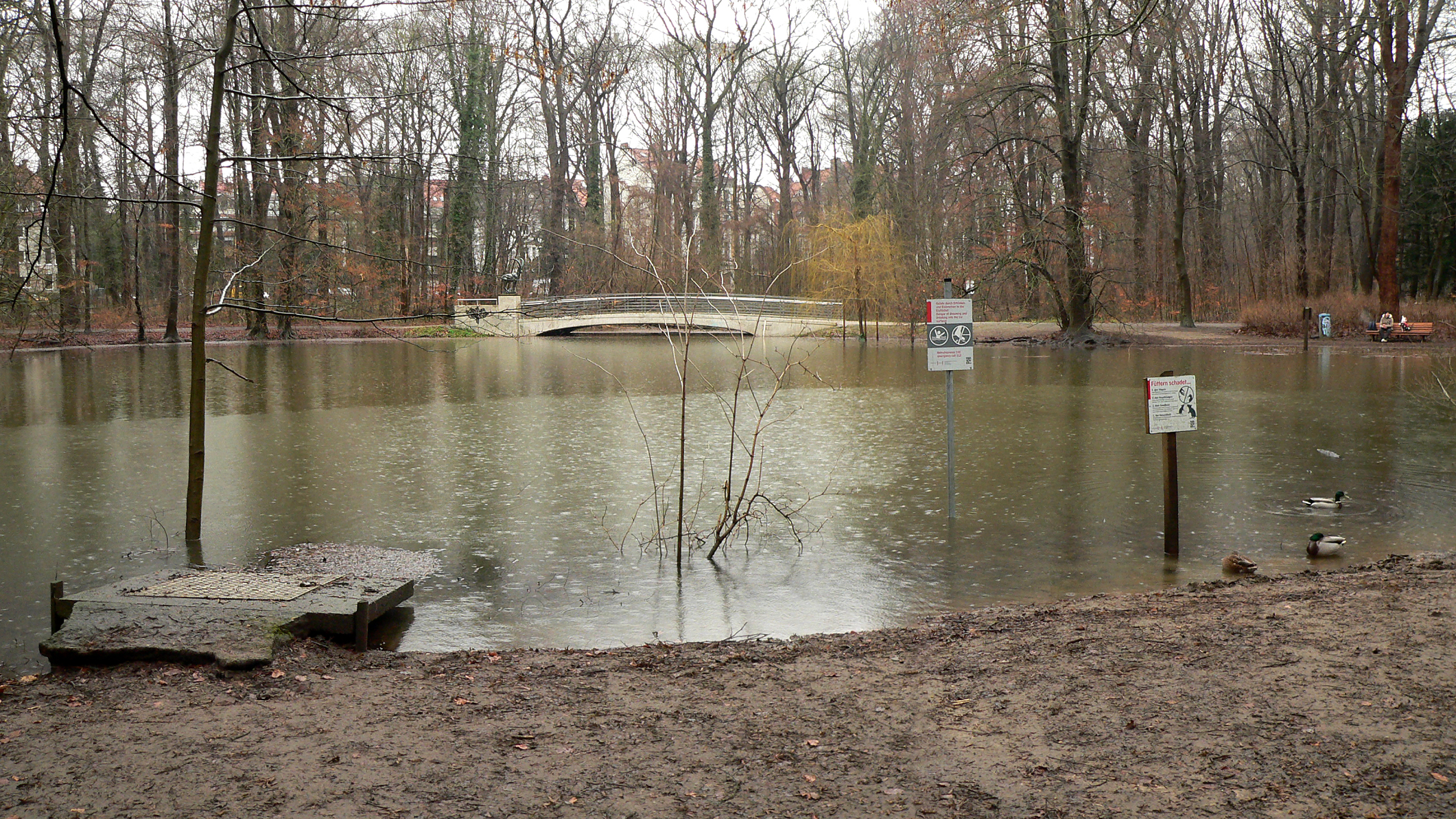
Der über das Ufer getretene Teich nach dem Weihnachtshochwasser 2023/2024

Als Großer Teich, auch Ententeich, wird eine um die Wende vom 19. zum 20. Jahrhundert angelegte Teichanlage im Stadtwald Eilenriede in Hannover bezeichnet. Er befindet sich in der Vorderen Eilenriede, dem in die Oststadt ragenden Südwestzipfel des nördlichen Eilenriedeteils.

## Geschichte und Beschreibung
Der etwa 1600 m² große Teich entstand im Zuge der Gestaltung eines Waldparks durch Julius Trip. In der Zeit des Ersten Weltkriegs und der nachfolgenden Krisenjahre war es zu einer Vernachlässigung der vorderen Eilenriede gekommen, die Teiche waren versumpft und überwachsen. Zudem war durch die Anlage des nahen Mittellandkanals der Grundwasserspiegel abgesunken. Ab 1928 wurde das Gelände unter Hermann Kube erneut zu einem Waldpark gestaltet und dazu ein künstliches Bewässerungssystem angelegt.
Der Große Teich war in der ersten Hälfte des 20. Jahrhunderts offenbar mit Goldfischen besetzt und wurde daher in dem anlässlich des 700-jährigen Stadtjubiläums von Hannover herausgegebenen Jahrbuch der Geographischen Gesellschaft zu Hannover als Goldfischteich bezeichnet.

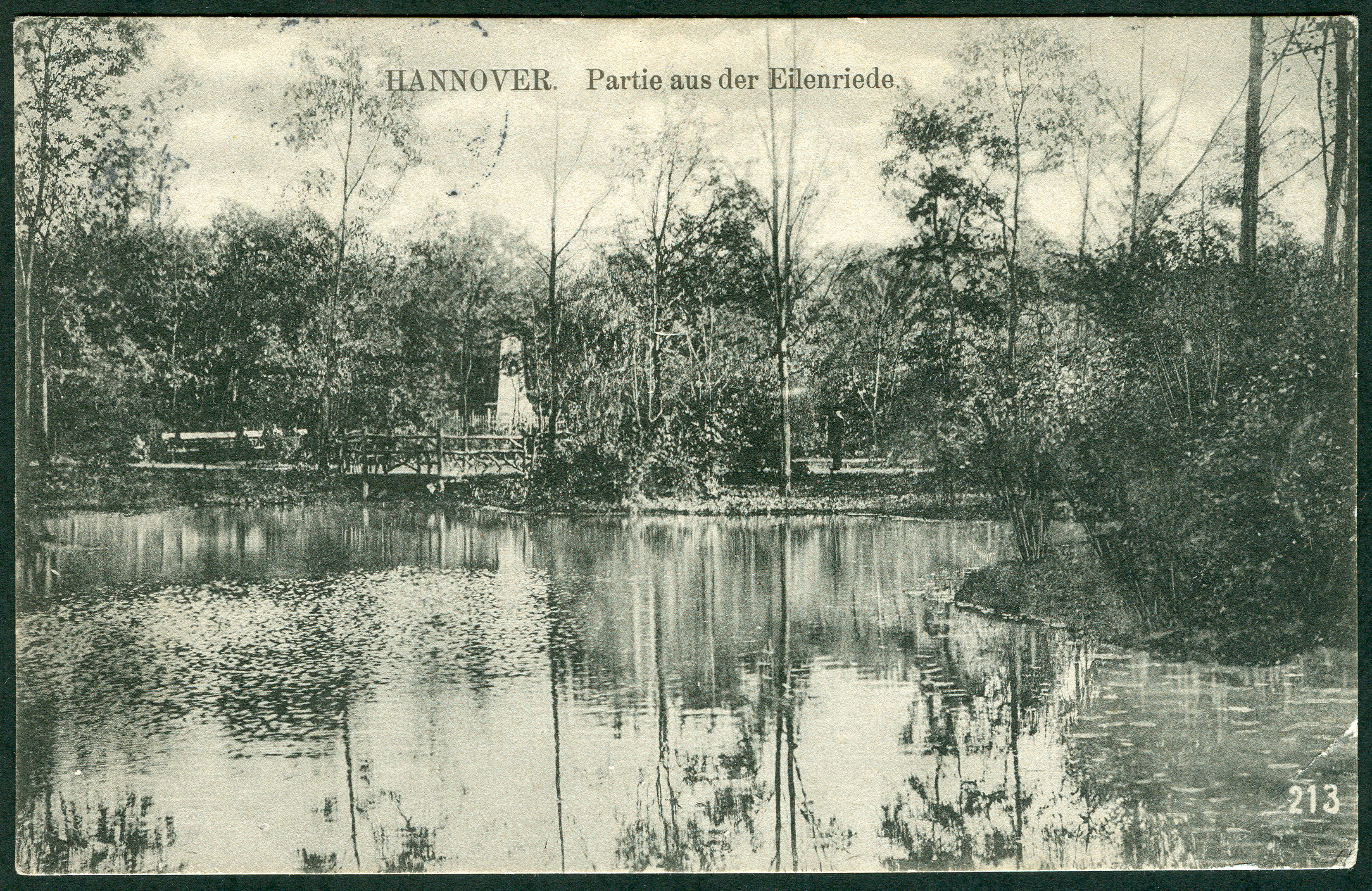
Die Teichanlage mit einer Holzbrücke nahe dem Denkmal für den Forstmann Heinrich Christian Burckhardt;
Ansichtskarte Nummer 213, anonymer Fotograf, um 1900

In der Teichanlage an der Brücke mit der Steinbock-Figur wurde nach künstlerischer Gestaltung durch Mitarbeiter des hannoverschen Stadtforstamtes in den Jahren 1984 bis 1985 eine Brunnenanlage unter der Bezeichnung „Sprudel Ententeich“ installiert. Als Wasserspiel trat dann mit regelmäßigen Unterbrechungen periodisch ein kräftiger Wasserstrahl aus einer Steinlage im Teich. Hierzu wurde das Kühlwasser der Stadthalle zunächst in das Gewölbe des Schiffgrabens geleitet und von dort unter Druck in den Teich gepumpt.
Die Anlage war künstlerischer Nebeneffekt der technischen Absicht, den Wasserstand des Teiches anzuheben. Das Wasserspiel wurde jedoch im Jahr 2010 im Zuge einer Teichsanierung eingestellt.
Dem Teich kommt mit seiner Stadtnähe eine Naherholungsfunktion zu. Er ist ein beliebter Anziehungspunkt für Waldbesucher.

### Hydrologische Verhältnisse

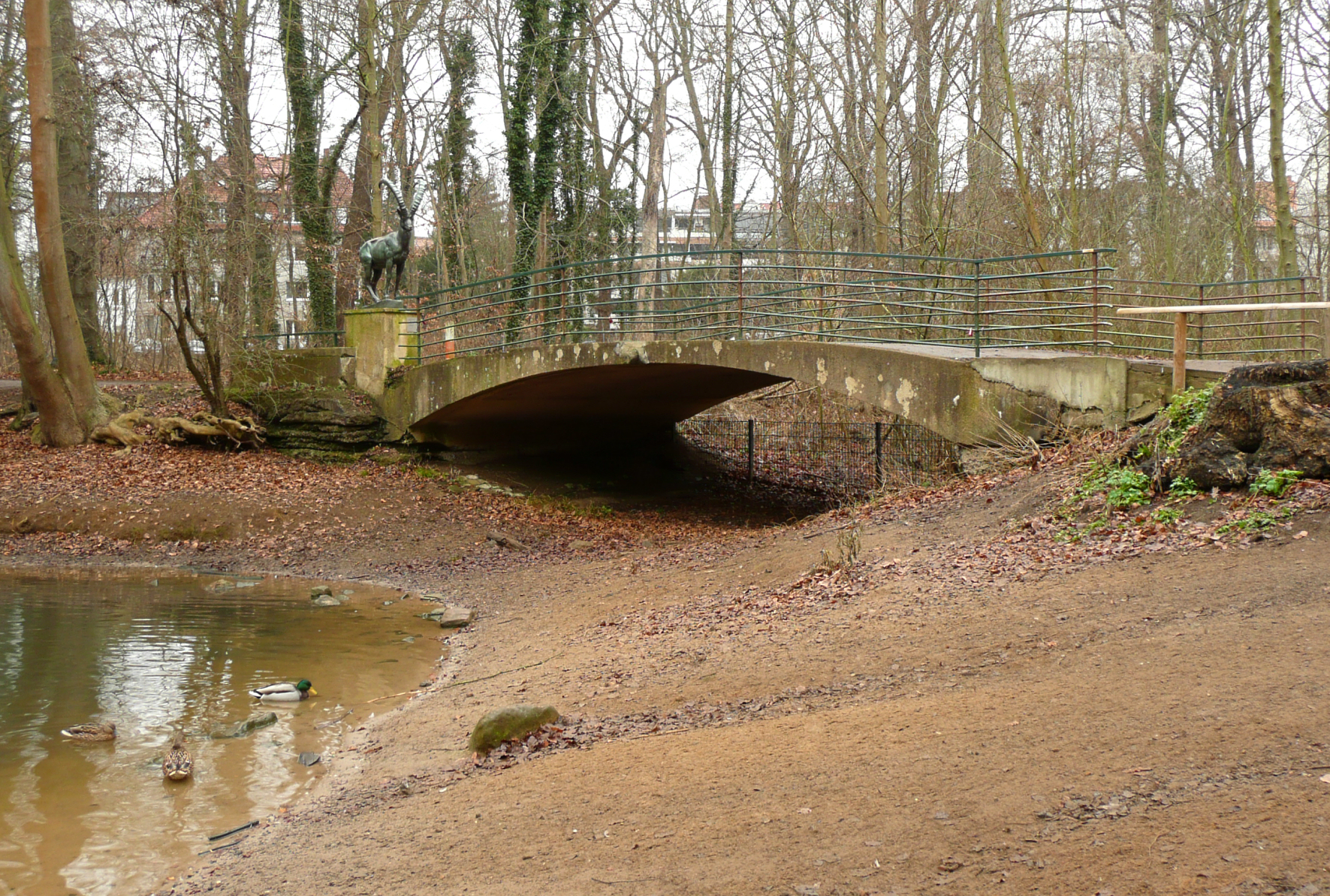
Brücke mit der Steinbock-Figur bei niedrigem Wasserstand, 2020

Der Teich steht wegen des sandigen Untergrundes im direkten Kontakt mit dem Grundwasser, so dass sein Wasserstand in erster Linie durch den Grundwasserspiegel bestimmt wird. Der erforderliche Wasserzufluss liegt bei 2.000–3.000 m³ pro Jahr. Ein natürlicher Wasserzufluss erfolgt über das Gewässersystem des Schiffgrabens, dessen Hauptwasserzufluss durch den Bau des Mittellandkanals in den 1920er Jahren unterbrochen wurde. Der Schiffgraben wird nun vor allem durch den aus dem Kleefeld kommenden Wolfsgraben gespeist, dessen ursprünglicher Fluss wiederum durch den Bau des Messeschnellwegs bei Bischofshol unterbrochen wurde. Nun mündet er dort in den Eilenriede-Grenzgraben, der sich am Ostrand der Eilenriede entlangzieht und in der Nähe des Weidetorkreisels in den Schiffgraben mündet. Über viele Jahre wurde dieser Zufluss über eine vom Maschsee aus kommenden Zuleitung ergänzt. Diese Zuleitung diente zum einen zur Kühlung der Stadthalle sowie zur Brauchwasserversorgung des hannoverschen Zoos. Im Zoo wurde das Wasser nach Passieren der Robbenanlage gefiltert und gereinigt und in einer Größenordnung von ca. 40.000 m³ pro Jahr gemeinsam mit Wasser, das das Kühlsystem der Stadthalle durchlaufen hatte, zunächst in den verrohrten Schiffgraben geführt. Von dort wurde es über eine Druckleitung in den Großen Teich gepumpt, um den Wasserverlust durch Versickerung und Verdunstung des Teiches auszugleichen, wozu der Restzufluss des Schiffgrabensystems nicht mehr ausreichte.
Nachdem der Wasserzufluss von der Stadthalle aufgrund des Einbaus eines neuen Kühlsystems bereits 2007 eingestellt wurde, wurde aufgrund einer Kontroverse über die damit verbundenen Kosten im Jahr 2008 auch die Wasserzuführung aus dem Zoo weitgehend eingestellt. Infolgedessen fiel der Teich trocken, alle Fische und Amphibien verendeten und der damals für den Bezirk zuständige Kontaktbereichsbeamte erstattete eine Anzeige wegen Tierquälerei. Daraufhin befassten sich die politischen Gremien erneut mit dem Thema und man beschloss, den Teich sowohl nach unten abzudichten, um den Wasserverlust zu reduzieren, als auch die Verschlammung zu beseitigen, die den im Wasser lebenden Tieren und Pflanzen den Sauerstoff entzog. Im Ergebnis wurde im Jahr 2010 bei einer Gewässersanierung der Schlamm bis in eine Tiefe von 1,60 Metern entfernt. Dazu war die Abfuhr von 600 m³ schwermetallhaltigem Schlamm und die Abdichtung des Untergrundes mit Tonziegeln erforderlich. In den Folgejahren zeigte sich jedoch, dass der Große Teich trotz dieser Maßnahmen in niederschlagsarmen Perioden weiterhin immer wieder trockenfällt.

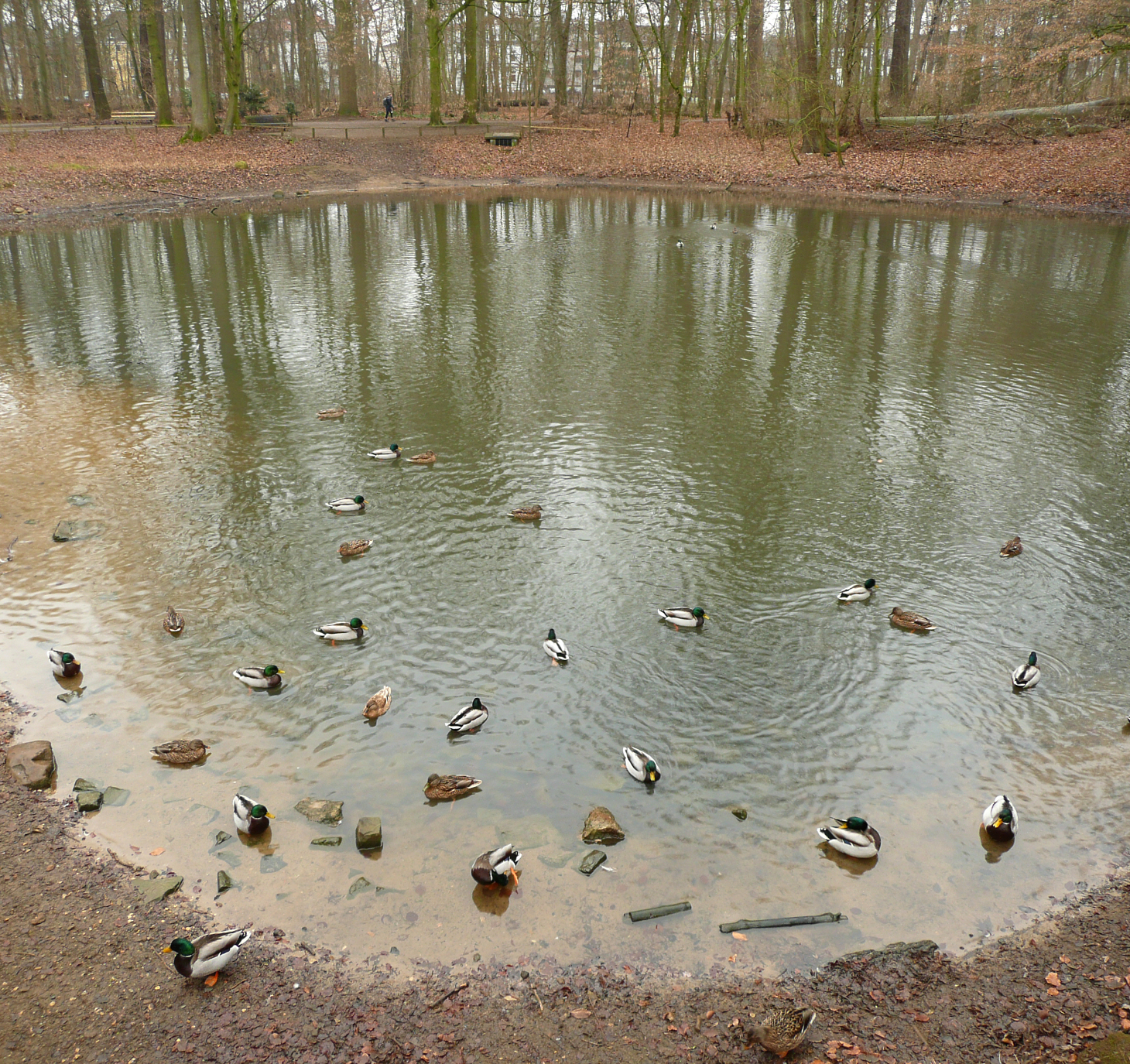
Blick von der Brücke auf den Teich
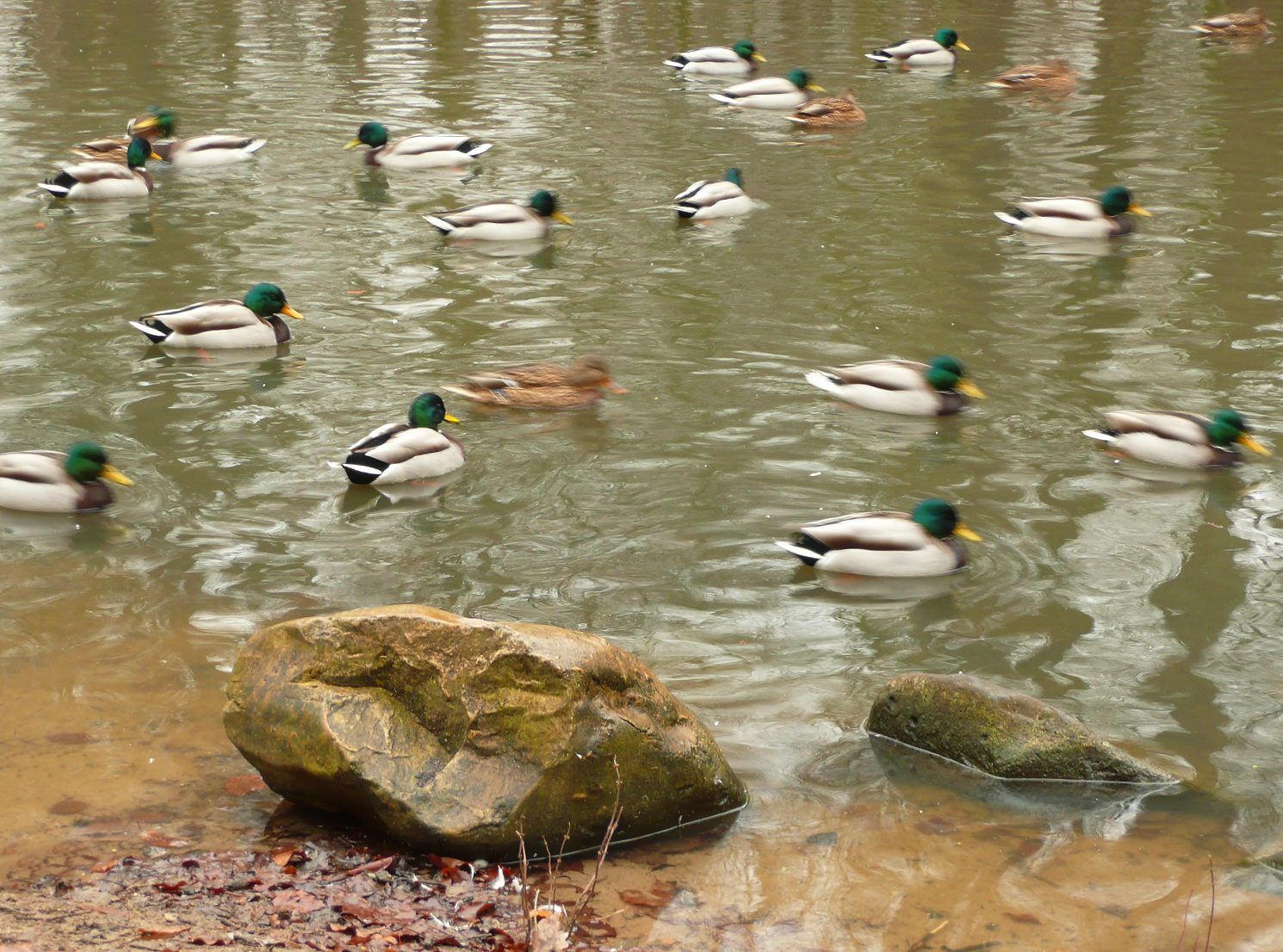
Enten auf dem Teich
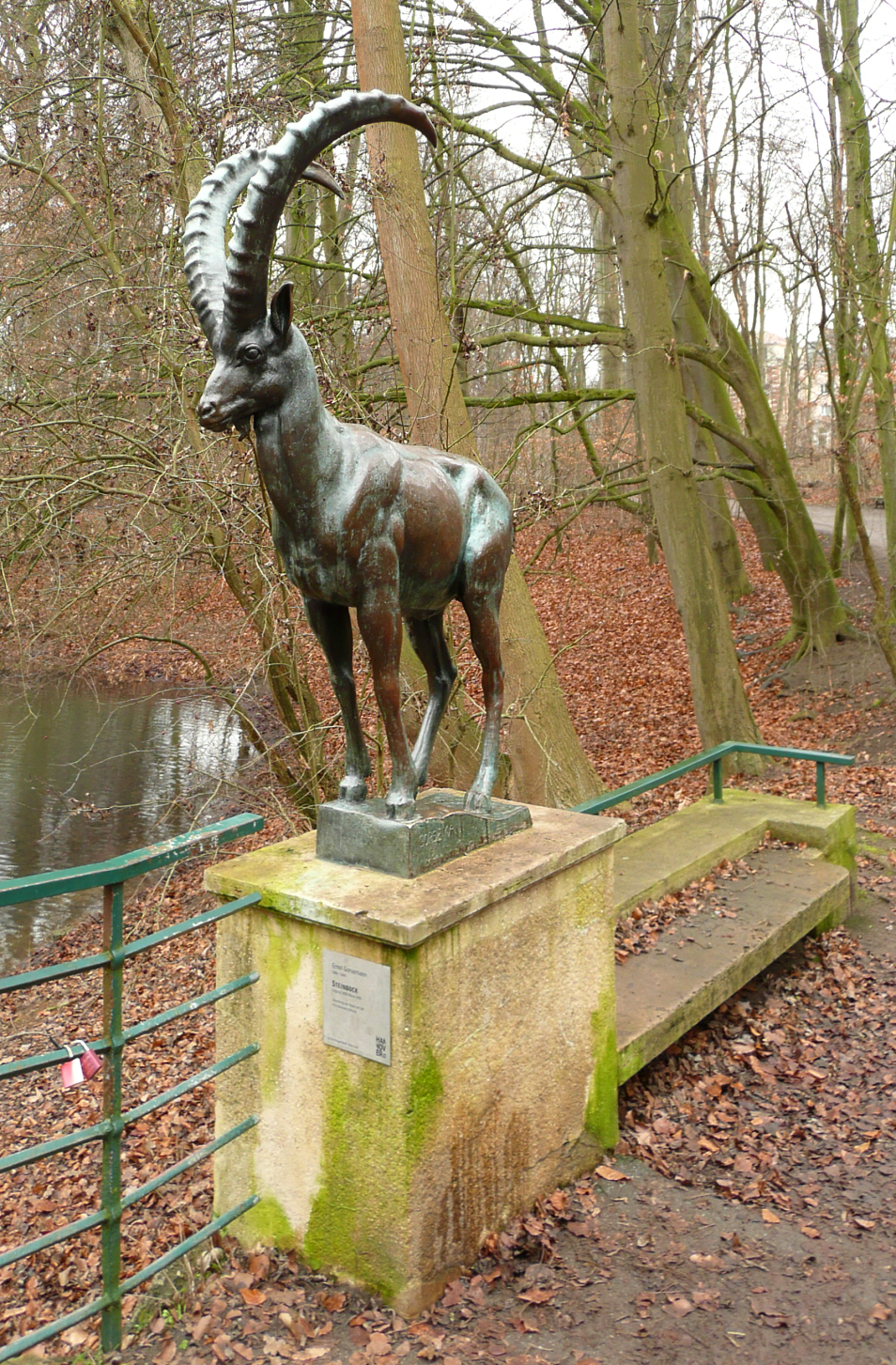
Steinbock-Figur auf der Brücke über den Teich